# Шуміха (Новосибірська область)
Шуміха (рос. Шумиха) — присілок у Болотнинському районі Новосибірської області Російської Федерації.
Входить до складу муніципального утворення Ояшинська сільрада. Населення становить 43 особи (2010).

## Історія
Згідно із законом від 2 червня 2004 року органом місцевого самоврядування є Ояшинська сільрада.

## Населення
| 2002 | 2007 | 2010 |
| ---- | ---- | ---- |
| 70   | ↘42  | ↗43  |